# Un nuevo amor (telenovela)
Un nuevo amor es una telenovela mexicana producida por Fides Velasco y transmitida por TV Azteca en 2003. Es una adaptación de la telenovela venezolana Señora la cual fue escrita por él dramaturgo José Ignacio Cabrujas. 
Protagonizada antagónicamente por Karen Sentíes, como pareja protagonista tuvo a Cecilia Ponce, Sergio Basañez y Vanessa Acosta (cabe destacar que Cecilia Ponce dejó la telenovela a la mitad de la historia y fue sustituida por Vanessa Acosta), con las participaciones antagónicas de Vanessa Villela, Tomás Goros, Ramiro Huerta y Fernando del Solar,   y con las actuaciones estelares de Homero Wimer, Eugenio Montessoro, Luis Miguel Lombana, Daniela Garmendia, Alberto Casanova, Rodrigo Cachero, Claudia Álvarez, Cecilia Piñeiro y Guillermo Gil.

## Sinopsis
La historia gira en torno a Estrella Montiel (Cecilia Ponce), que desconoce su verdadero origen. Sus verdaderos padres la dejaron al cuidado de Candela (Daniela Garmendia), una pobre mujer que crio a Estrella como su propia hija. Estrella conoce al abogado Santiago Mendoza (Sergio Basañez) que se enamora de ella, pero es sentenciada y enviada a la cárcel y culpa a Santiago por no ayudarla.
Después de que Santiago se da cuenta de que Estrella ha sido injustamente condenada, él la ayuda a salir de la cárcel, pero cree que ella nunca lo perdonará y abandona su vida.
Entonces Estrella al salir de la cárcel comienza a trabajar en la casa de Valentina Mendez (Karen Sentíes) una mujer de un fuerte carácter. Santiago también conoce a Valentina y comienza una relación apasionada con ella, y en su casa conoce a Estrella nuevamente, y ambos se dan cuenta de que todavía están enamorados. Pero su romance no será fácil ya que Valentina está obsesionada con Santiago y hará todo lo posible para detener su relación.
Finalmente se revela la verdad: Estrella y Valentina son en realidad madre e hija. Siendo que de joven está fue volada por alguien poderoso de su pueblo y este hombre le hizo creer que había perdido a su niña. 
Ahora en esta historia uno de ellos encontrará el amor verdadero.

## Elenco
- Karen Sentíes - Valentina Méndez
- Cecilia Ponce - Estrella Montiel
- Sergio Basañez - Santiago Mendoza
- Vanessa Acosta - Isabel Olmedo
- Ramiro Huerta - Tirso
- Homero Wimmer - Isaías
- Daniela Garmendia - Candela
- Javier Ruiz - López
- Suyra Mcgregor - Eloisa
- Margarita Wyne - Imelda
- Sandra Benhumea - Yahaira
- Claudia Álvarez - Cecilia
- Sandra Burgos - Pilar
- Alberto Casanova - Raúl
- Luis Felipe Cueva - Álvaro
- Gonzalo García Vivanco - Pablo de la Vega Montoya
- Laura de Ita - Serendela
- Shari Gómez - Karen
- Altair Jarabo - Ximena
- Elba Jiménez - Irina
- Cecilia Piñeiro - Deborah
- Leonardo Rey - Mauricio
- Raiza Larios - Silvina
- Ludyvina Velarde - Zoraida
- Simone Victoria - Luisa
- Guillermo Gil - Aquiles
- Eduardo Arroyuelo - Julio
- Rodrigo Cachero - Eduardo
- Luis Miguel Lombana - Alejandro
- Ana Díaz de León - Carolina
- Vanessa Villela - Patricia
- Tania Arredondo - María
- Alejandro Lukini - Daniel
- Luz Elena Solís - Luz
- Aracelia Chavira - Hermana Aleida
- Adriana Lizana - Aydee
- Mario Loría - Alberto
- Mónica Huarte - Rocío
- Ramón Bazet - Pepe
- Sofia Lama
- Fernando del Solar
- Tomás Goros
- Eugenio Montessoro
- Erika de la Llave
- Jesús Estrada
- Carmen del Valle
- Alejandro Bichir
- María Elena Olivares
- Paola Adriana
- Alan André

## Versiones
- Un nuevo amor es un remake de la telenovela venezolana "Señora", realizada por RCTV en 1988, producida por María Auxiliadora Barrios, y protagonizada por Caridad Canelón, Maricarmen Regueiro y Carlos Mata.
- TV Azteca realizó su primera versión titulada "Señora" en 1998, producida por Alejandra Hernández, y protagonizada por Julieta Egurrola, Fernando Ciangherotti y Aylín Mujica.
- RCTV volvió a llevar la historia a la pantalla bajo el nombre de "Toda una dama" en 2007, producida por Carmen Cecilia Urbajena, y protagonizada por Nohely Arteaga, Ricardo Álamo y Cristina Dieckmann.
- TV Azteca realizó su tercera versión titulada "Destino" en 2013, la cual es una adaptación libre a de la historia original producida por María del Carmen Marcos, protagonizada por Paola Núñez, Mauricio Islas y Margarita Gralia.